# Monica Semedo
Pour les articles homonymes, voir Semedo.
Monica Semedo, née le 15 juin 1984 à Grevenmacher (Luxembourg), est une ancienne animatrice de télévision, chanteuse, politologue et femme politique luxembourgeoise.

## Biographie

### Jeunesse
Fille de parents venus du Cap-Vert, elle commence à présenter des émissions de télévision pour la jeunesse à la télévision luxembourgeoise dès l'âge de douze ans. Elle se fait également remarquer dans un concours de chant, au public sur RTL Télé Lëtzebuerg dans « Häppi Diwwi », « Planet RTL » et « Planet Hits ».

### Études et formations
Elle fait ses études à l'université de Trèves où elle obtient un master en science politique et en philologie espagnole et russe.

### Carrière politique
Aux élections législatives du 14 octobre 2018, Monica Semedo est candidate sur la liste libérale du Parti démocratique dans la circonscription Est. Elle remporte un siège de député au Parlement européen à la suite des élections européennes de 2019 où elle décroche d'ailleurs la deuxième place en termes de suffrages au niveau national.
En plus de ses fonctions au sein des commissions parlementaires, Monica Semedo fait partie de la délégation du Parlement européen auprès de l’Assemblée parlementaire paritaire ACP-UE et du groupe des députés européens contre le cancer.
Semedo a été rapporteur fictif pour son groupe Renew Europe sur la directive relative au salaire minimum, ce qui signifie que son groupe l’a chargée de négocier des compromis politiques en son nom. Semedo explique que l’Union européenne veut garantir, grâce à cette directive, que chaque travailleur puisse vivre de son salaire tout en contribuant à la société. La directive prévoit que les États membres fixent et actualisent les salaires minimaux afin de garantir des conditions de vie décentes à long terme. 
Monica Semedo a également été rapporteur fictif pour le rapport sur le FSE+ (Fonds social européen Plus) et le programme Europe créative, et rapporteur pour la résolution sur la relance culturelle et la situation des artistes.  Elle a en outre co-présidé l’Intergroupe sur l’économie sociale au Parlement européen. 
En 2020, Monica Semedo s’est dite choquée et très émue après avoir visionné les images de George Floyd, victime de violences policières aux États-Unis. Elle a déclaré qu’en Europe, les gens craignent également que cela puisse leur arriver.  Semedo a ensuite écrit une lettre à Ursula von der Leyen, lui demandant de faire, au nom de la Commission européenne, une déclaration claire contre le racisme. 118 autres députés européens ont cosigné cette lettre. 
Semedo a estimé qu’il était effrayant que la directive anti-discrimination soit bloquée depuis onze ans. Cette directive vise à interdire les discriminations fondées sur l’âge, le handicap, la religion ou les convictions et orientations sexuelles. Proposée en 2008 par la Commission européenne et adoptée en 2009 par le Parlement européen, elle est depuis bloquée au Conseil de l’Union européenne. Semedo a déclaré qu’elle pense qu’il est temps de trouver un moyen de faire pression sur les États membres pour enfin aller de l’avant. « Cette directive doit sortir du tiroir dans lequel elle se trouve », a-t-elle affirmé. 
Semedo a été coprésidente de l’Intergroupe sur le handicap.  Elle-même est atteinte d’une maladie rare, la maladie de Wilson, une affection héréditaire qui provoque une accumulation de cuivre dans plusieurs organes, notamment le foie, le cerveau et les yeux, et qui lui a causé un handicap visuel.  Son médecin a diagnostiqué chez Semedo un handicap visuel dû à cette maladie rare affectant sa vue. Semedo n’est capable d’utiliser que 25 % de sa vision, même avec des lunettes. Au Parlement européen, elle bénéficie d’outils et d’aménagements spécifiques pour faciliter son travail. 
Semedo estime que le Parlement européen doit sensibiliser et promouvoir l’inclusion, mais que des actions concrètes sont également nécessaires. Elle met cela en pratique en accordant une attention particulière aux femmes, aux personnes en situation de handicap, aux jeunes et à la lutte contre le racisme, entre autres, dans le travail qu’elle effectue. Selon elle, pour la démocratie européenne, il est crucial que les femmes handicapées participent en tant que citoyennes, parties prenantes ou responsables politiques. 
Semedo a déclaré qu’être une femme en politique est déjà un défi. Elle ajoute : « En tant que femme, vous devez faire vos preuves afin d’obtenir le même respect et la même reconnaissance que vos homologues ou concurrents masculins, bien que vous ayez les mêmes compétences. » Être une femme et en situation de handicap ajoute des difficultés, car une personne handicapée est souvent perçue comme moins apte à faire de la politique. 
En ce qui concerne la participation à la vie publique et politique, Semedo a expliqué que, comme dans bien d’autres domaines de la vie, les femmes ayant une déficience intellectuelle peuvent être confrontées à divers obstacles. Semedo souligne la nécessité de la représentation afin de renforcer la visibilité d’autres femmes en situation de handicap sur la scène publique et de les encourager à suivre cet exemple. Elle a précisé que la Stratégie européenne en faveur des personnes handicapées prévoit que les États membres renforcent l’accessibilité par le biais d’un plan d’action national, et que l’accessibilité numérique est désormais tout aussi essentielle que l’accessibilité physique. Elle a indiqué, par exemple, que les examens en ligne requis pour devenir fonctionnaire sont souvent peu adaptés en termes d’accessibilité. C’est particulièrement le cas des personnes présentant un handicap ou souffrant de dyslexie, ainsi que de celles qui sont à la fois paralysées, aveugles et/ou muettes. 
Semedo a également été coprésidente de l’Intergroupe sur l’antiracisme et la diversité au Parlement européen.  Elle a aussi témoigné de ses propres expériences du racisme et de la discrimination. En tant que journaliste, elle a dû subir des contrôles de sécurité plus longs dans les aéroports, alors que son caméraman passait sans encombre. Semedo a raconté avoir craint pour sa vie lorsqu’elle s’est retrouvée entourée d’une quarantaine d’hommes lors d’un concert en Moselle. L’un d’eux l’a intimidée en exhibant un tatouage raciste sur son bras. Elle est parvenue à s’échapper avec son amie. Aux jeunes, elle affirme qu’il est important de défendre ses valeurs dans la lutte contre l’intolérance. 
Semedo a été rapporteur pour le rapport législatif sur la qualité des stages dans l’Union européenne, ce qui vise à garantir que les jeunes de toute l’UE aient accès à des stages rémunérés qui leur apportent les compétences et l’expérience d’apprentissage nécessaires pour s’épanouir sur le marché du travail compétitif d’aujourd’hui. L’initiative adoptée reconnaît la nécessité urgente d’établir des lignes directrices claires pour les stages à l’échelle de l’Union. Elle fixe des normes en matière de conditions de travail, d’accessibilité, de contenu de formation, de mentorat, ainsi que de rémunération et d’indemnisation adéquates, afin de préserver les droits et la dignité des jeunes stagiaires. Cette initiative législative vise également à promouvoir l’accès aux stages pour les personnes issues de groupes vulnérables, y compris les personnes en situation de handicap. Elle cherche à créer un environnement inclusif dans lequel chaque individu dispose de chances égales de participer aux programmes de stage. 
En tant que membre de la commission de la culture et de l’éducation, Semedo a plaidé pour que l’Union européenne inclue des dispositions spécifiques en faveur de l’accessibilité et de l’inclusion dans ses programmes de financement tels qu’Europe créative ou Erasmus+.  En 2022, Semedo a été nommée pour les MEP Awards dans la catégorie « Meilleurs jeunes leaders ». 
En février 2024, elle a fait son retour en politique en rejoignant le parti politique luxembourgeois Fokus en tant que candidate pour les élections européennes de juin.
Lors d'une séance plénière du Parlement européen en janvier 2021, Monica Semedo est sanctionnée pour harcèlement moral à l'encontre de ses assistants parlementaires. Le président du parlement, David Sassoli, suspend ses fonctions et indemnités pour une quinzaine de jours,,. Malgré cette suspension temporaire, elle est toujours capable de prendre part aux votes à l'assemblée. 
Dans la soirée du 26 janvier 2021, la députée européenne annonce quitter le Parti démocratique,.
En  mars 2022, Monica Semedo fait l'objet d'une plainte de la part d'un assistant de "Renew Europe" auprès du comité pour le harcèlement. Les éléments sont suffisants pour lancer une enquête[réf. nécessaire].
En mars 2025, le Tribunal général de la Cour de justice de l’Union européenne a annulé la décision de harcèlement ainsi que les sanctions imposées à Mme Semedo par le Président du Parlement.  Monica Semedo a déclaré avoir engagé cette procédure en raison de sa profonde conviction en la justice consacrée par la Charte des droits fondamentaux de l’Union européenne. Elle fait référence à l’article 48 de la Charte, qui garantit le droit à la défense. Le Tribunal a estimé que les droits de la défense avaient été violés au cours de la procédure.
L’arrêt a mis en évidence plusieurs irrégularités procédurales. Mme Semedo n’a reçu que des résumés des dépositions des témoins, sans avoir accès à leur contenu intégral. Le Tribunal a souligné que le résumé des déclarations transmis à Mme Semedo ne reflétait pas la substance des témoignages recueillis durant l’enquête. Elle n’a également pas eu la possibilité de répondre directement aux accusations portées contre elle. Monica Semedo n’a pas pu être assistée d’un avocat pendant l’enquête.  Le Parlement européen lui a également interdit de s’exprimer publiquement sur son affaire.  De plus, le Tribunal a constaté que Mme Semedo n’avait pas été informée de l’ensemble des éléments de preuve écrits utilisés pour motiver la décision prise à son encontre.
Le Tribunal général a conclu que ces manquements dans la communication des documents pertinents avaient porté atteinte à la légalité des sanctions. Il a jugé que la rétention des preuves sur lesquelles les autorités s’étaient appuyées avait fondamentalement entravé les droits de la défense dans le cadre d’une procédure de sanction.